# Jean-Pierre Davidts
Jean-Pierre Davidts est un conteur et romancier québécois né à Liège en Belgique en 1950. Il a immigré au Québec en 1961.
Il a un baccalauréat en microbiologie de l'Université de Montréal et une maîtrise en traduction. 
Il a travaillé jusqu'en 1984 comme traducteur dans la fonction publique canadienne. 

## Œuvres
- Le Petit Prince retrouvé, 1997
- Les Sept Larmes d'Obéron, 2008.
  - Tome 1 – Nayr
  - Tome 2 – Urbimuros
  - Tome 3 – Anverrandroi
  - Tome 4 – Filigrane
  - Tome 5 – Aquafirma
  - Tome 6 – Elysium

## Honneurs
- 1987 - Concours du Salon du livre de l'Outaouais, Griffedor et le dragon
- 1995 - Prix littéraire Desjardins, Contes du chat gris
- 1995 - Finaliste du Prix du Gouverneur général, Contes du chat gris
- 2005 - Finaliste Prix du Gouverneur général